# تپه مرند (تپه یالدور)
تپه مرند (تپه یالدور) مربوط به هزاره ۴ قبل از میلاد تا دوران‌های تاریخی پس از اسلام است و در مرند، کنار یالدور چای واقع شده و این اثر در تاریخ ۱ فروردین ۱۳۴۷ با شمارهٔ ثبت ۷۸۶ به‌عنوان یکی از آثار ملی ایران به ثبت رسیده‌است.